# Occupy Bahrain
Occupy Bahrain (en español Ocupa Baréin o Toma Baréin), es un movimiento pacífico de protesta que demanda la democratización del sistema político de Baréin y que está asociado con la Primavera Árabe. A pesar de su presencia activa en el rama del Medio social (social media) y en Twitter and Facebook, ha recibido poca atención de los medios de comunicación, con poca excepción. Sin embargo, unos videos de Youtube que se identifican como productos de Occupy Bahrain -- de abusos brutales perpetrados por las fuerzas de seguridad de Baréin y de la marcha pacífica del 9 de marzo de 2012 -- se han distribuido extensamente por el medio social y la blogosfera.